# Semněvice
Semněvice település Csehországban, a Domažlicei járásban. Semněvice Mezholezy u Horšovského Týna, Černovice, Velký Malahov, Mířkov, Horšovský Týn és Bukovec településekkel határos. Lakosainak száma 231 fő (2024. január 1.).

## Népesség
A település lakosságának változását az alábbi diagram mutatja:
| Lakosok száma | 476  | 524  | 556  | 307  | 195  | 153  | 212  | 232  | 239  | 231  |
|               | 1869 | 1890 | 1921 | 1950 | 1980 | 2001 | 2017 | 2019 | 2022 | 2024 |